# La historia oficial
La historia oficial es una película argentina dramática-histórica dirigida por Luis Puenzo. Fue escrita por Puenzo y Aída Bortnik. Es protagonizada por Héctor Alterio y Norma Aleandro, y coprotagonizada por Hugo Arana, Guillermo Battaglia, Chela Ruiz, Patricio Contreras y Chunchuna Villafañe. También contó con la actuación especial de María Luisa Robledo. Se estrenó el 3 de abril de 1985.
El rodaje de la película comenzó en 1983, cuando todavía regía la última dictadura cívico-militar (1976-1983); debido a esto, inicialmente Aleandro se había negado a protagonizar el film, por temor a las amenazas que ella, el reparto y el equipo de producción podían recibir por parte de las autoridades militares del país. A pesar de la situación política se continuó con el rodaje, que se llevó a cabo principalmente en 1984. La historia oficial se estrenó un año después.
La película fue ganadora de muchos premios nacionales e internacionales, entre ellos el Óscar a la mejor película de habla no inglesa en 1986, un año después de ser estrenada, convirtiéndose en la primera vez en la historia para América Latina -la segunda fue con El secreto de sus ojos-, y el segundo premio Globo de Oro a la mejor película en lengua no inglesa para Argentina después del obtenido por La mujer de las camelias (1953). Es la única película argentina que obtuvo ambos galardones. Contó con 1.720.000 espectadores (890.000 en su estreno, y 820.000 en su reestreno tras ganar el Óscar).
El film fue reestrenado el 24 de marzo de 2016 en cines, presentando una versión restaurada de la película por motivo del aniversario 40 del golpe de Estado de 1976 que inició la última dictadura cívico-militar argentina. 
Fue reconocida como la octava mejor película del cine argentino de todos los tiempos en la encuesta realizada por el Museo del Cine Pablo Ducrós Hicken en 2000. En una nueva versión de la encuesta organizada en 2022 por las revistas especializadas La vida útil, Taipei y La tierra quema, presentada en el Festival Internacional de Cine de Mar del Plata, la película alcanzó el puesto 28.

## Argumento
La historia transcurre en 1983, en el ocaso de la última dictadura cívico-militar argentina autodenominada "Proceso de Reorganización Nacional" (1976-1983). Alicia Marnet de Ibáñez (Norma Aleandro), una profesora de Historia, vive en Buenos Aires con su marido Roberto Ibáñez (Héctor Alterio), un empresario que se ha enriquecido recientemente haciendo negocios con la dictadura, y su hija adoptiva, Gaby. Alicia, como otros tantos argentinos, no parece ser del todo consciente del terrorismo de Estado y las desapariciones que se han estado cometiendo en el país, e ingenuamente cree que solo se arresta a personas culpables. Las opiniones de Alicia son cuestionadas por un compañero profesor, Benítez (Patricio Contreras), y algunos de sus alumnos. Durante una discusión sobre la muerte del padre fundador argentino Mariano Moreno, un estudiante, Costa, argumenta que los libros de texto de historia emitidos por el gobierno están «escritos por asesinos».
Una amiga de toda la vida de Alicia, Ana, que se encontraba en el exilio, retorna a la Argentina después de haber abandonado al país en los primeros años de la dictadura y, luego de una incómoda cena en casa de Alicia y Roberto, le revela a la primera por qué se marchó. Entre sollozos y risas nerviosas, Ana describe que la mantuvieron cautiva y la torturaron por haber vivido con un hombre etiquetado como subversivo, a pesar de que no lo había visto en dos años, y se burla con ironías ante la ingenua respuesta de Alicia de que debería haber «denunciado» este hecho a la policía. Ella dice que mientras estuvo cautiva, fue testigo de cómo las mujeres embarazadas se iban para dar a luz pero regresaban sin sus bebés, afirmando que cree que fueron vendidos a parejas ricas. Tomada por sorpresa por esta última declaración, Alicia comienza a dudar sobre el origen de Gaby, sospechando que pueda ser menor apropiada de padres desaparecidos.
Los intentos de Alicia de obtener información de parte de Roberto fracasan. Su marido insiste en que se trató de una adopción legal y normal, pero su actitud cortante al respecto y sus intentos de convencer a Alicia de que «no debe pensar» en eso solo incrementan su curiosidad. Entretanto, Costa continúa provocando a sus compañeros de clase, y un día Alicia llega para ver las noticias de los desaparecidos pegadas en el pizarrón. Cuando Alicia intenta amonestarlo, Benítez interviene para protegerlo, explicándole a Alicia que la vida de Costa podría correr peligro si su actitud rebelde es dada a conocer a las autoridades escolares. Alicia gradualmente se hace amiga de Benítez a medida que su investigación la acerca a la verdad. Mientras busca los registros de nacimiento del hospital de Gaby, Alicia se entera de una organización que busca niños desaparecidos, las Abuelas de Plaza de Mayo. Ella conoce a Sara, cuya hija embarazada fue secuestrada por las fuerzas armadas, y cree que Gaby puede ser su nieta. Sara tiene una foto de su hija a la misma edad que Gaby, viéndose idéntica a ella.
Por su parte, Roberto enfrenta estrés en el trabajo debido a las maquinaciones de sus colegas, varios de los cuales sufren progresivamente el mismo estrés hasta que van desapareciendo en el transcurso de la película. Ana lo confronta y lo acusa de denunciarla y causar su detención años atrás. También entra en fricción con su padre y hermano izquierdistas, quienes desaprueban sus lazos con la élite militar conservadora gobernante y argumentan a favor de la justicia social.
Cerca del final de la película, Alicia trae a Sara a casa cuando Gaby no está y trata de presentársela a Roberto, provocando que este se enfurezca y la obligue a irse. Ya solos, Alicia trata de interrogar a Roberto nuevamente, preguntándole si Gaby puede ser hija de desaparecidos. Su actitud nerviosa, sus reiteradas preguntas sobre la aparición de Sara y su insistencia en justificar que «si fuera cierto» quizás «fuera lo mejor» que ellos se quedaran a cargo de la niña, hacen que las sospechas de Alicia se vean confirmadas, mostrándose dolida ante el daño que Roberto fue capaz de hacerle a Gaby. Horas más tarde, Roberto se da cuenta de la ausencia de la niña y le pregunta a su mujer. Alicia se limita a responder, con ironía, sobre lo doloroso que es no saber donde está un hijo. Ciego de ira, Roberto responde golpeándola salvajemente y rompiéndole los dedos contra una puerta (dando a entender implícitamente en el proceso que está versado en técnicas de tortura), a pesar de las súplicas de Alicia de que Gaby está bien, y que simplemente la envió a casa de su madre para que pudieran hablar en paz. La violencia termina cuando el teléfono suena y es la madre de Roberto revelando que Alicia no mintió, para que Gaby pueda hablar con él.
Mientras Gaby le canta una canción de cuna a Roberto ("El país del nomeacuerdo", de María Elena Walsh), Alicia toma su bolso y sale por la puerta, dejando atrás las llaves. Luego, Gaby se encuentra sentada en una mecedora de mimbre en la casa de sus abuelos adoptivos, meciéndose mientras sigue cantando la misma canción de cuna.

## Reparto

### Principales
- Héctor Alterio como Roberto Ibáñez
- Norma Aleandro como Alicia Marnet de Ibáñez
- Chunchuna Villafañe como Ana
- Hugo Arana como Enrique
- Guillermo Battaglia como José
- Chela Ruiz como Sara
- Patricio Contreras como el Profesor Benítez
- María Luisa Robledo como Nata
- Aníbal Morixe como Miller
- Jorge Petraglia como Macci
- Analía Castro como Gabriela "Gaby" Ibáñez
- Daniel Lago como Dante
- Augusto Larreta como General
- Laura Palmucci como Rosa
- Leal Rey como el Cura
- Floria Bloise como Abuela
- Lidia Catalano como Dora
- Deborah Kors
- Carlos Weber como Andrada
- José María López como Médico

### Secundarios
- Susana Behocaray
- Cecilia Blanche
- Angélica Bogué
- Zulema Caldas
- Eduardo Camacho
- Paula Canals
- Jorge Chernov
- Diego Cosín
- Alicia Dolinski
- Horacio Erman
- Mónica Escudero
- Oscar Ferrigno
- Luis Gianneo
- Eduardo Gondell
- Gabriel González
- Ricardo Hamlin
- Fernando Hoffman
- Amparo Ibarlucia
- Virginia Innocenti
- Tony Middleton
- Luisa Onetto
- Fabián Pandolfi
- Gastón Presas
- Fabián Rendo
- Maximiliano Reussi
- Adrián Schiavelli
- Jorge Sorvik
- Silvia Suárez
- Beatriz Thibaudin
- Gustavo Tieffenberg
- Marcos Woinsky
- Horacio Yervé

## Antecedentes

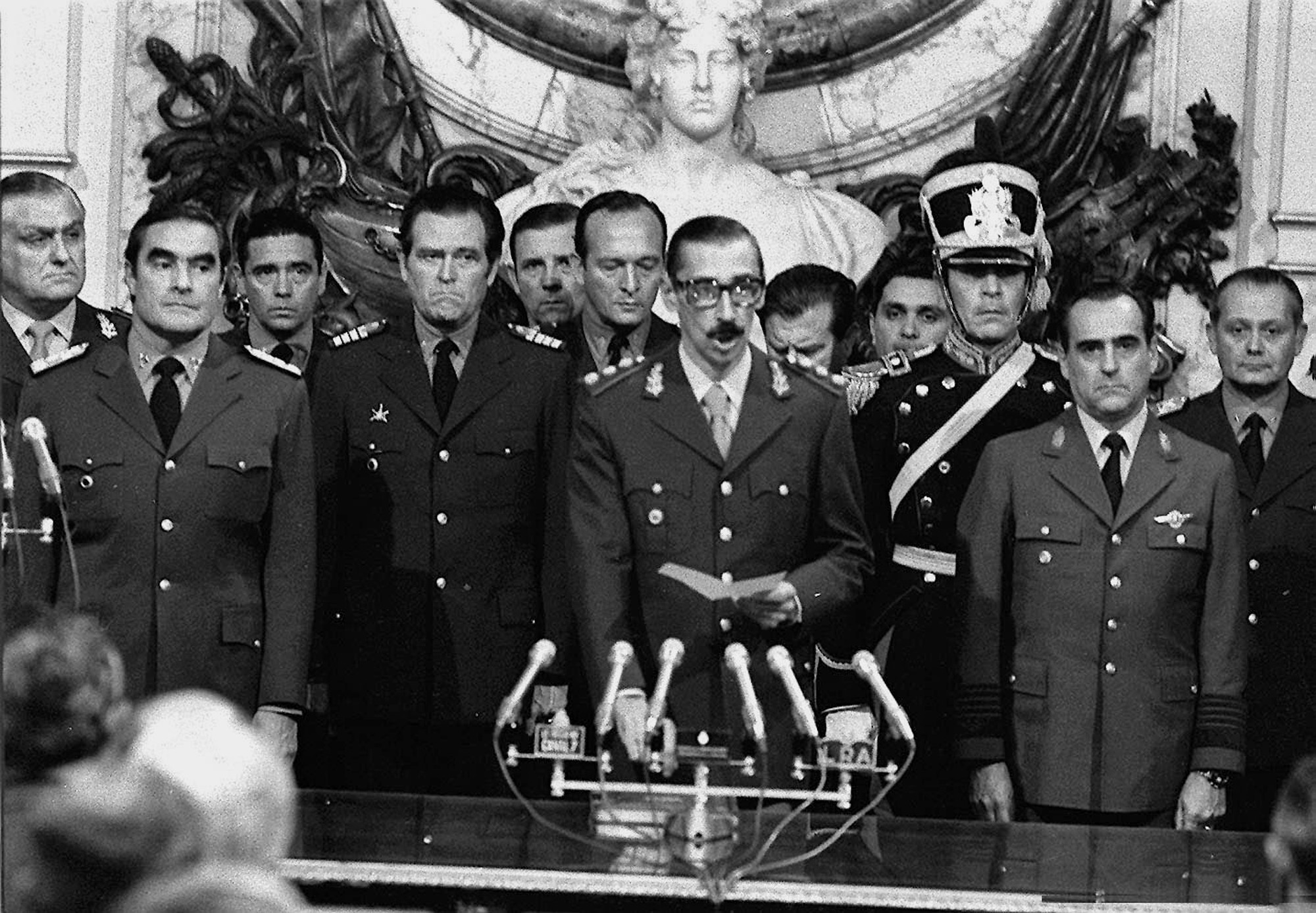
Los militares argentinos dentro del gobierno de facto (1976–1983) vieron una represión generalizada contra aquellos que consideraba disidentes políticos.

La película está basada en hechos políticos reales que tuvieron lugar en Argentina después de que la junta militar reaccionaria de Jorge Rafael Videla asumiera el poder el 24 de marzo de 1976. Durante el gobierno militar, el parlamento estuvo suspendido; se prohibieron sindicatos, partidos políticos y gobiernos provinciales; y miles de personas consideradas "subversivas" (inocentes o guerrilleros de organizaciones como Montoneros, ERP, etc.) principalmente peronistas, radicales y de partidos de izquierda o extrema izquierda, fueron "desaparecidos" de la sociedad, en la misma línea, la dictadura genocida se apropió de más de 500 bebés, quitándoselos a sus madres ni bien nacían. 
Como muchos actores progresistas y otros en el país, la actriz principal de la película, Norma Aleandro, se vio obligada a exiliarse durante este tiempo. Viajó primero a Uruguay y después a España. Regresó después de la caída del gobierno militar en 1983. Aleandro dijo una vez: "La búsqueda personal de Alicia es también la búsqueda de mi nación por la verdad sobre nuestra historia. La película es positiva en la forma en que demuestra que ella puede cambiar su vida, a pesar de todo lo que está perdiendo". 
La película se puede considerar junto con un grupo de otras películas que fueron las primeras que se realizaron en Argentina después de la caída en 1983 del último dictador argentino, el general Reynaldo Bignone, y su régimen autocrático. Estas películas tratan con franqueza la represión, la tortura y las desapariciones durante la dictadura cívico-militar en Argentina en la década de 1970 y principios de la de 1980; incluyen No habrá más penas ni olvido (1983) y La noche de los lápices (1986). Un segundo grupo de películas, que incluye a La deuda interna (1988), utiliza metáforas y alude a cuestiones sociopolíticas más amplias.

## Producción
El director de la película, Luis Puenzo, inicialmente trabajó con gran seguridad sobre la historia que quería contar, pero temiendo a las amenazas y presiones de la última dictadura cívico-militar. Su decisión de elegir a Norma Aleandro como la protagonista principal estaba prevista desde que inició la escritura del guion en 1983.
La película fue rodada en la ciudad de Buenos Aires, donde se muestran importantes acontecimientos sucedidos en la Plaza de Mayo, específicamente a las Abuelas de Plaza de Mayo, que se unían para marchar allí buscando justicia y reclamando la verdad sobre las personas desaparecidas por la última dictadura militar. Filmaciones reales de las Abuelas de plaza de Mayo aparecen en escenas de la película. 
La película estaba terminada y en condiciones para estrenarse en 1984, pero el mercado local estaba saturado de títulos de tinte político; los problemáticos fracasos de taquilla de Asesinato en el Senado de la Nación y Cuarteles de invierno ese año llevaron a Puenzo a cambiar la fecha de estreno original, y pasarla a la Semana Santa de 1985.

## Lanzamiento
La historia oficial se estrenó por primera vez el 3 de abril de 1985. Más tarde, fue proyectada en el Festival de Cine de Cannes, el 10 de mayo de 1985. El 13 de septiembre del mismo año se estrenó en Canadá, en el Festival Internacional de Cine de Toronto. Además, la película también fue proyectada en febrero de 1986 en el Festival Internacional de Cine de Berlín.
En algunos casos, la película recibió el nombre de Desaparecidos, únicamente en Argentina, cuando llevaba semanas después de su estreno.

## Recepción

### Crítica

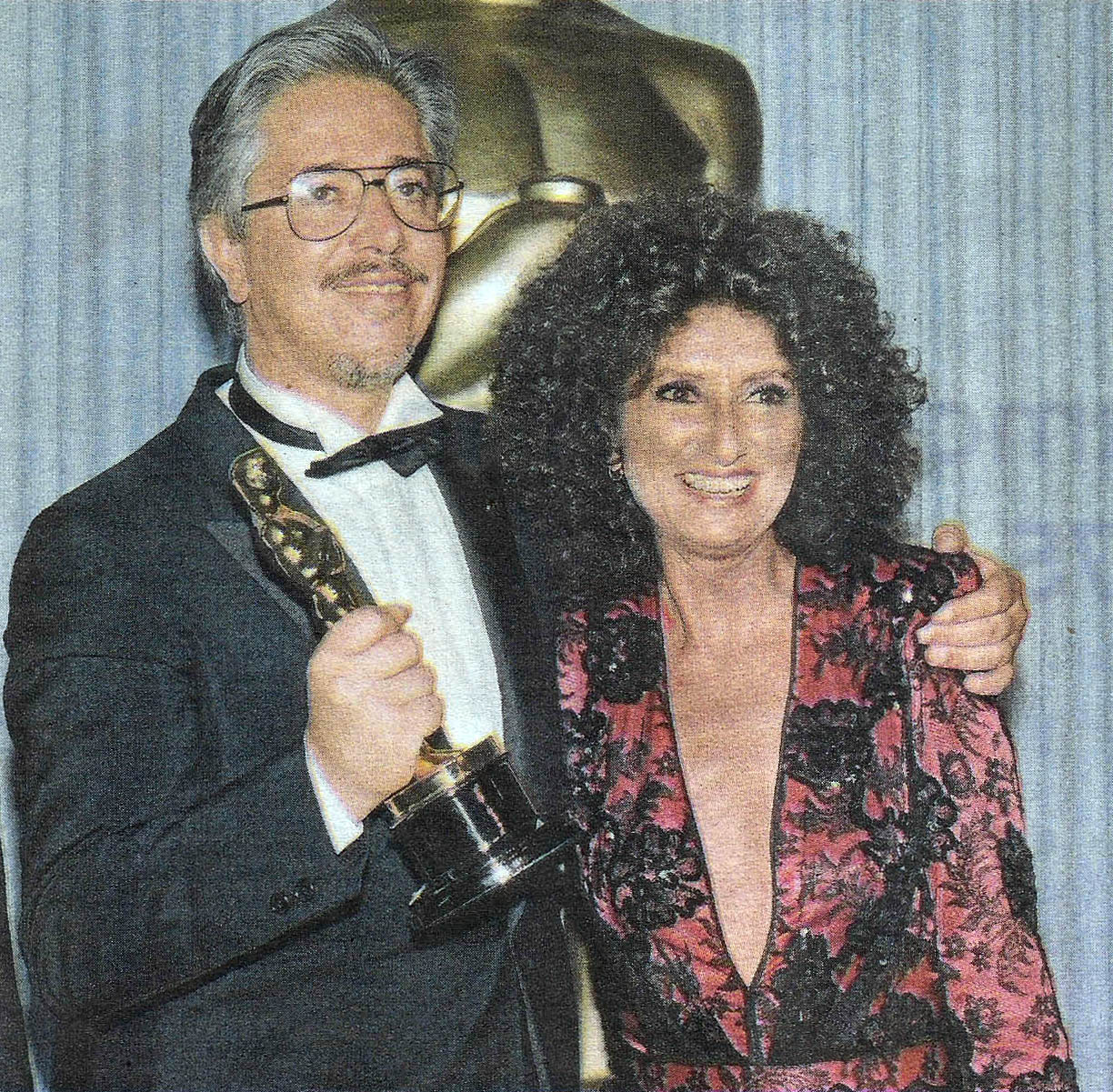
Luis Puenzo junto a Norma Aleandro después de haber ganado el Premio Óscar a la mejor película extranjera.

La película recibió mayormente críticas positivas, debido a ser una historia de hechos reales. Además, fue Norma Aleandro quien se llevó el reconocimiento internacional.
El 24 de marzo de 1986, décimo aniversario del golpe de Estado de 1976, La historia oficial ganó el Óscar a la mejor película extranjera, el primero para una producción argentina. La encargada de anunciarlo fue la propia Norma Aleandro, y más tarde dijo en el diario Clarín: 

“Estábamos haciendo prensa allí hacía días, fuimos con mucho tiempo, habíamos estado en los Golden Globe y nos quedamos. Vinieron a hablarme para hacer la presentación del premio a la película extranjera. Ahí pensé ‘no nos lo dan’. Porque es muy raro que la persona que va a anunciar se lleve el premio. Y además teníamos una competencia maravillosa. El día del premio no había llevado los anteojos. Cuando abro el sobre, la letra era chiquita y tuve que alejar la tarjeta. Arrancaba con Official Story, y yo estaba acostumbrada a La historia oficial; no pensé que estaba en inglés. Cuando me di cuenta de que era nuestra película, dije el famoso ‘God bless you’, que me salió del alma, porque era una reivindicación de todo lo que nos había pasado. Se daba vuelta la moneda y la película empezaba a darnos maravillas después de tantas tristezas”.

La película ganó muchos premios cuando se estrenó por primera vez en el extranjero y como tal, el drama fue ampliamente bien recibido en la década de 1980. Walter Goodman, crítico de cine de The New York Times, afirmó que la película estaba bien equilibrada, y escribió: "La película de Mr. Puenzo está firmemente comprometida con los derechos humanos, sin embargo, no impone ninguna ideología o doctrina".
Los críticos de cine Frederic y Mary Ann Brussat, del sitio web Spirituality and Practice, se sintieron dolorosamente conmovidos por la historia que vieron. Escribieron: "La historia oficial es un drama desgarrador y doloroso que cristaliza el horror y la obscenidad de las actividades políticas que aniquilan la solidaridad familiar en nombre de la ideología... La historia oficial tiene un impacto visceral demoledor".
El crítico Roger Ebert elogió la película en su reseña escribiendo: "La historia oficial es en parte polémica, en parte thriller, en parte tragedia. Pertenece a la lista de películas como Z, Missing y El Norte, que examinan los aspectos humanos de la agitación política. Es una película que plantea algunas preguntas muy difíciles... Alicia es interpretada en la película por Norma Aleandro, cuya actuación ganó el premio a la mejor actriz en el Festival de Cine de Cannes de este año. Es una actuación que será difícil de olvidar, en particular porque gran parte de ella es interna. Algunos de los momentos clave de la película ocurren cuando vemos a Aleandro y nos damos cuenta de lo que debe estar sucediendo dentro de su mente y dentro de su conciencia. La mayoría de las películas políticas se proyectan fuera de los países sobre los que tratan; "La historia oficial" ahora se está proyectando en Argentina, donde debe ser casi insoportablemente doloroso para algunos de los miembros de su audiencia. Fue casi tan doloroso para mí". 

### Premios y nominaciones
| Año  | Premio/Festival                                             | Categoría                                  | Nominado/a                      | Resultado | Ref.   |
| ---- | ----------------------------------------------------------- | ------------------------------------------ | ------------------------------- | --------- | ------ |
| 1985 | Festival de Cannes                                          | Palme d'Or                                 | La historia oficial             | Nominado  | [ 10 ] |
| 1985 | Festival de Cannes                                          | Mejor Actriz                               | Norma Aleandro                  | Ganadora  | [ 10 ] |
| 1985 | Festival de Cannes                                          | Premio del Jurado Ecuménico                | Luis Puenzo                     | Ganador   | [ 10 ] |
| 1986 | Óscar                                                       | Mejor película de habla no inglesa         | La historia oficial (Argentina) | Ganadora  | [ 11 ] |
| 1986 | Óscar                                                       | Mejor guion original                       | Aída Bortnik y Luis Puenzo      | Nominados | [ 11 ] |
| 1986 | Globos de Oro                                               | Mejor película en habla no inglesa         | La historia oficial (Argentina) | Ganadora  | [ 12 ] |
| 1986 | Cóndor de Plata                                             | Mejor película                             | La historia oficial             | Ganadora  | [ 12 ] |
| 1986 | Cóndor de Plata                                             | Mejor director                             | Luis Puenzo                     | Ganador   | [ 12 ] |
| 1986 | Cóndor de Plata                                             | Mejor actriz                               | Norma Aleandro                  | Ganadora  | [ 12 ] |
| 1986 | Cóndor de Plata                                             | Mejor actor de reparto                     | Patricio Contreras              | Ganador   | [ 12 ] |
| 1986 | Cóndor de Plata                                             | Mejor actriz de reparto                    | Chela Ruiz                      | Ganadora  | [ 12 ] |
| 1986 | Cóndor de Plata                                             | Mejor revelación femenina                  | Analía Castro                   | Ganadora  | [ 12 ] |
| 1986 | Cóndor de Plata                                             | Mejor guion original                       | Aída Bortnik, Luis Puenzo       | Ganadores | [ 12 ] |
| 1986 | Cóndor de Plata                                             | Mejor montaje                              | Juan Carlos Macías              | Ganador   | [ 12 ] |
| 1986 | Cóndor de Plata                                             | Mejor fotografía                           | Félix Monti                     | Ganador   | [ 12 ] |
| 1986 | Premios de la Asociación de Críticos de Cine de Los Ángeles | Mejor película extranjera                  | La historia oficial (Argentina) | Ganadora  | [ 12 ] |
| 1986 | Festival Internacional de Cine de Toronto                   | Premio del público (People's Choice Award) | La historia oficial (Argentina) | Ganadora  | [ 12 ] |
| 1986 | Premios del Círculo de Críticos de Cine de Nueva York       | Mejor actriz                               | Norma Aleandro                  | Ganadora  | [ 12 ] |
| 1986 | Festival Internacional de Cine de Cartagena de Indias       | Mejor actriz                               | Norma Aleandro                  | Ganadora  | [ 12 ] |
| 1986 | Festival Internacional de Cine de Berlín                    | Premio Otto Dibelius                       | La historia oficial             | Ganadora  | [ 12 ] |
| 1986 | National Board of Review                                    | Top 10 Películas extranjeras               | La historia oficial             | incluida  | [ 12 ] |
| 1986 | Premios del Círculo de Críticos de Cine de Kansas City      | Mejor película extranjera                  | La historia oficial             | Ganadora  | [ 12 ] |
| 1986 | David di Donatello                                          | Mejor actriz extranjera                    | Norma Aleandro                  | Ganadora  | [ 12 ] |
| 1986 | Sant Jordi                                                  | Mejor actriz extranjera                    | Norma Aleandro                  | Candidata | [ 12 ] |
| 1986 | Premios ACE                                                 | Mejor película                             | La historia oficial             | Ganadora  | [ 12 ] |
| 1986 | Premios ACE                                                 | Mejor Director                             | Luis Puenzo                     | Ganador   | [ 12 ] |
| 1986 | Premios ACE                                                 | Mejor Actriz                               | Norma Aleandro                  | Ganadora  | [ 12 ] |

## Legado
El 10 de marzo de 2006, se rindió honor y culto a la película, razón por la que fue exhibida en el Festival Internacional de Cine de Mar del Plata.
En octubre de 2013, la Universidad Nacional Autónoma de México homenajeó a Luis Puenzo. Este dijo: "Pensé: 'Esta película se muere'. Porque las películas también se mueren, y merecen vivir como los libros, para la eternidad”. La película fue proyectada como honor a los treinta años de la democracia argentina (1983-2013).